# 불로뉴 전투
1940년의 불로뉴 전투(영어: Battle of Boulogne)는 제2차 세계 대전 중 프랑스 공방전에서 불로뉴쉬르메르 항구를 프랑스, 영국, 벨기에군이 방어한 전투였다. 이 전투는 칼레 공방전과 동시에 진행되었으며, 됭케르크 철수 작전 직전에 일어났다. 5월 21일 아라스 전차전에서 프랑스-영국 연합군의 반격이 있은 후, 독일군은 5월 22일 공격 재개에 대비하여 준비 태세를 갖추었다. 기갑병대장 하인츠 구데리안, XIX 군단 사령관은 불로뉴, 칼레, 됭케르크를 점령하기 위해 해협 연안을 따라 북쪽으로 서둘러 진격하기를 원한다고 항의했다. XIX 군단 일부에 의한 공격은 5월 22일 오후 12시 40분까지 명령되지 않았으며, 그때까지 불로뉴의 연합군 병력은 제20근위여단의 대부분으로 영국에서 증원되었다.
근위대는 제2기갑사단이 사메르에서 프랑스군에 의해 지연되기 전에 항구 주변에 참호를 팔 시간을 가졌으며, 오후 5시경 아일랜드 근위대가 점령한 방어선에 공격을 가했지만 한 시간의 전투 후 격퇴되었다. 웨일스 근위대 전선은 오후 8시에 그리고 다시 해 질 녘에 공격을 받았고, 오후 10시에 아일랜드군의 일부를 고립시켰다. 5월 23일 새벽, 독일군의 공격이 재개되어 결국 방어군을 도시 안으로 밀어 넣었다. 약 80대의 왕립 공군(RAF) 경폭격기가 항구 방어군을 지원하기 위해 출격했다.
영국 해군 함정들은 항구 안팎으로 사격을 가했으며, 프랑스 및 영국 구축함들은 부상자와 비전투원을 승선시키고 해군 철거반이 상륙하는 동안 독일군 진지를 포격했다. 5월 23일 오후의 소강상태 동안, 루프트바페는 RAF 전투기에 의해 요격되었음에도 불구하고 항구를 폭격했다. 오후 6시 30분에 근위여단은 재승선 명령을 받았고, 영국 구축함들은 독일 전차와 포병의 맹공격을 뚫고 도킹했다. 하부 도시 위의 프랑스 방어군과는 연락이 닿지 않았고, 5월 24일 오전에야 랑케토 장군은 영국군이 떠났음을 깨달았다.
프랑스군과 남아있는 영국군은 5월 25일까지 버티다가 항복했다. 구데리안은 정지 명령과 연합군의 반격에 대비하기 위해 상당한 병력을 유지한 것이 해협 항구를 신속하게 점령하고 북프랑스와 벨기에의 연합군을 파괴할 기회를 잃게 만들었다고 기록했다. 됭케르크로의 진격은 5월 23일에 시작되었지만, 다음 날부터 5월 27일까지 중단되었다. 됭케르크는 6월 4일까지 점령되지 않았으며, 그때까지 대부분의 영국 원정군과 많은 프랑스 및 벨기에군이 탈출했다.

## 배경

### 불로뉴

불로뉴쉬르메르, 칼레, 됭케르크, 디에프는 영국 해협의 가장 좁은 프랑스 해안에 위치한 해협 항구이다. 불로뉴는 계곡을 굽이쳐 흐르는 리안강의 입구에 위치해 있다. 항구는 강 양쪽의 평탄한 지대에 있으며, 구시가지(Haute Ville 또는 요새)로 향하는 가파른 도로가 잘 정비되어 있다. 완만한 언덕은 항구로 접근하는 길을 숨겨주고, 공격자에게 특히 몽 생 랑베르 능선과 같은 우세한 고지대를 제공한다. 가짜 전쟁 (1939년 9월 – 1940년 5월 10일) 동안, 영국 원정군(BEF)은 르아브르나 셰르부르와 같은 서쪽 항구를 통해 보급되었으나, 1939년 말 영국 해협에 기뢰 방어선이 설치되어 선박과 호위함의 수요를 줄일 수 있게 되자 해협 항구들이 사용되기 시작했다. 12월에 영국 원정군 병사들의 휴가가 시작되자 불로뉴는 통신 및 병력 이동에 사용되었다.

### 프랑스 공방전
1940년 5월 10일, 독일군은 프랑스, 벨기에, 네덜란드에 대한 공세인 황색 작전Fall Gelb을 시작했다. 며칠 만에 독일군은 스당 근처의 프랑스 전선 중앙을 돌파하고 솜강 계곡을 따라 서쪽으로 진격했다. 영국 원정군이 벨기에를 거쳐 북프랑스로 철수하면서 보급선이 짧아져 보급 병력이 덜 필요하게 되었다. 영국은 불로뉴와 칼레를 통해 잉여 병력을 철수하기 시작했고, 5월 17일, 영국 원정군 부관참모 더글러스 브라운리그 중장은 후방 총사령부(GHQ)를 아라스에서 불로뉴로 옮겼는데, 프랑스 연락 장교들에게 알리지 않았다. 독일군은 5월 21일 솜강 하구의 아브빌을 점령하여 북프랑스와 벨기에의 연합군을 남쪽 기지에서 고립시켰다.
불로뉴 방어는 프랑스 해군(Marine Nationale)의 책임이었으며, 항구의 19세기 요새에 Capitaine de Vaisseau 뒤푸아 드 몽 드 벤크의 지휘 아래 1,100명의 수비대가 있었다. 제2중대공포연대의 영국 3.7인치 대공포 8문, 제58경대공포연대의 기관총 8정, 그리고 제2탐조등연대의 포대가 5월 20일 영국에서 도착했으며, 프랑스군은 75mm 야포 2문, 25mm 대전차포 2문, 그리고 전차 2대가 있었는데 그 중 하나는 사용할 수 없었다. 5월 20일, 독일 XIX 군단(기갑병대장 하인츠 구데리안)의 선봉 부대가 아브빌에 도착했다. 해협 항구는 연합군에게 유일한 보급 수단이자 필요하다면 철수 수단이 되었다. 5월 21일 새벽, 뒤푸아는 1,100명의 해군 수비대에게 리안강 동쪽에 있는 Haute Ville (구시가지 또는 요새)의 두꺼운 중세 성벽 뒤로 철수하라고 명령했다.
뒤푸아는 항구 남동쪽 30 mi (48 km) 떨어진 에스댕에서 독일 전차에 공격받았던 137보병연대 지휘관 장 펠리시에 드 펠리공드 장군으로부터 대규모 독일군이 접근하고 있다는 충격적인 보고를 들었다. 뒤푸아는 부하들에게 요새의 해안포를 무력화하고 항구로 철수하라고 명령했으며, 이 명령은 다른 장교들에 의해 더욱 확대되었다. 뒤푸아는 새벽에 됭케르크로 떠났고 규율이 무너져 해군 창고가 털리고 약탈자들이 내용물을 마셨다. 아직 철수선을 기다리던 민간인들은 Capitaine de frégate 포어(Poher)가 총으로 군중을 위협할 때까지 패닉에 빠졌다. 포어는 오전 10시에 도주했고, 해군 포의 점화는 계속되었다. 뒤푸아의 부하 중 일부는 됭케르크의 부사령관인 마르셀 르클레르 해군 소장에게 연락했고, 르클레르는 남아있는 포를 도시 방어를 위해 보존하라고 명령했다. 5월 22일 일찍 불로뉴를 방문한 르클레르는 수병들에게 끝까지 싸우고 프랑스군과 영국군의 구원을 기다리라고 명령했다. 됭케르크의 프랑스 사령관 장 아브리알 제독은 "항복하기보다는 한 명씩 당신의 초소에서 죽어야 한다"는 명령을 내렸다.

## 서막

### 연합군의 방어 준비

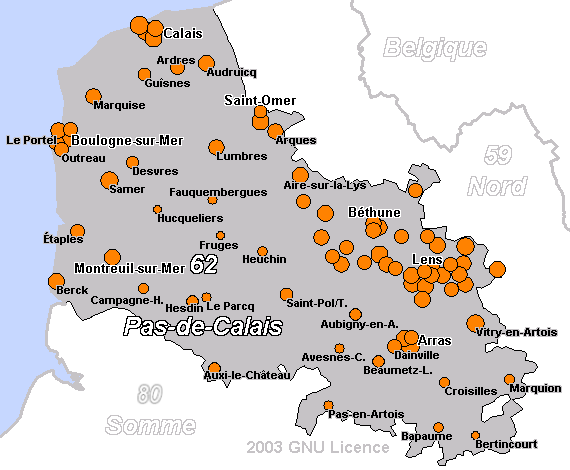

왕립 해병대 파견대가 5월 21일 이른 아침 불로뉴에 도착했다. 제20근위여단(준장 윌리엄 폭스-피트)은 2대대 웨일스 근위대와 2대대 아일랜드 근위대로 구성되어 5월 21일 캠벌리에서 훈련 중이었으며, 프랑스 파견 명령을 받았다. 여단 대전차 중대와 왕립 포병대 제69대전차연대 1개 포대와 함께 근위대는 5월 22일 아침 상선 3척과 구축함 HMS Vimy을 타고 불로뉴에 도착했으며, 구축함 Whitshed와 Vimiera의 호위를 받았다. 프랑스 제21보병사단 (준장 피에르 루이 펠릭스 랑케토)은 도시 남쪽 약 10 mi (16 km) 떨어진 사메르와 데브르 사이의 선을 방어하기로 되어 있었고, 그곳에는 이미 3개 대대가 도착해 있었다. 칼레로부터 순항전차 연대를 포함한 추가적인 영국 증원군이 다음 날 도착할 것으로 예상되었다.
폭스-피트는 도시 외곽의 고지대에 병력을 배치하고, 도시 내 프랑스군을 조직한 랑케토와 연락을 취했다. 아일랜드 근위대는 남서쪽에서 리안강을 따라 생 레오나르에서 르 포르텔의 바다까지 우측 측면을, 웨일스 근위대는 북동쪽에서 리안강 북동쪽 몽 랑베르 능선 서쪽 경사와 생 마르탱 불로뉴를 통과하는 고지대를 방어하여 6 mi (9.7 km)의 방어선을 형성했다. 알베르의 제7 퀸스 로열 웨스트 켄트 연대 소속 약 50명, 왕립 공병대 제262야전중대 약 100명, 그리고 대공포병이 남쪽에서 접근하는 도로를 따라 웨일스 근위대의 우측 측면을 방어하기 위해 도로 방어선을 구축했다. 폭스-피트는 칼레에서 예상되는 증원군을 위해 웨일스 좌측 측면과 해안 사이에 방어선에 간격을 남겨두었다. 도시에는 VC 수훈자인 도널드 존 딘 중령의 지휘 아래 철수를 기다리는 약 1,500명의 제5보조 군사 개척자 군단 소속 병력이 있었는데, 이들은 예비군 소집병과 부분 훈련병으로 구성된 잡다한 노동자들이었다. 프랑스군 지휘 아래에는 요새 수비대와 제한된 군사적 가치를 지닌 프랑스 및 벨기에 훈련 부대들이 있었다. 랑케토는 폭스-피트에게 불로뉴의 프랑스군이 "무너졌다"고 말했으며, 폭스-피트는 이를 항복할 준비가 되었다고 해석했다.

### 독일군의 공세 준비

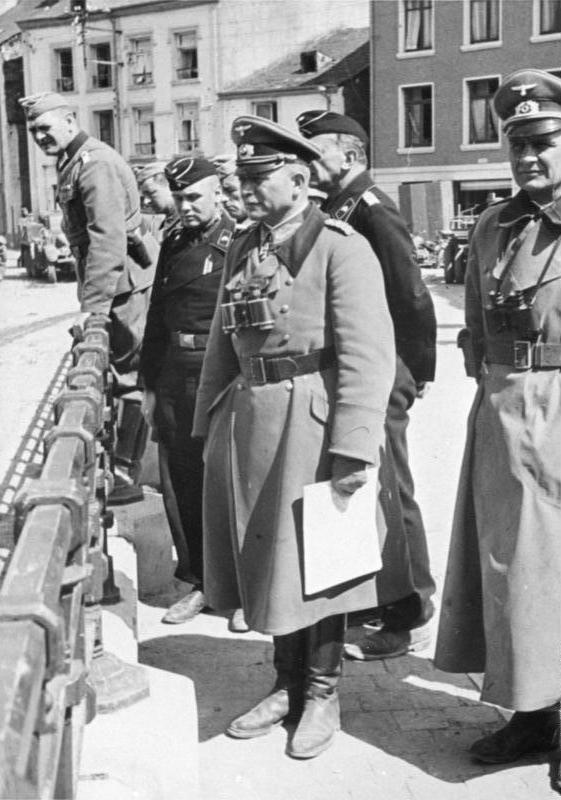

아라스에서의 프랑스-영국 연합군의 반격으로 독일군은 솜강을 넘어 남쪽으로 진격하는 대신 해협 항구를 향해 북쪽으로 계속 공격하게 되었고, 5월 21일 늦게 육군 최고 사령부(OKH)는 클라이스트 기갑집단에게 불로뉴와 칼레를 점령하기 위해 북쪽으로 약 50 mi (80 km) 진격하라고 명령했다. 또 다른 반격에 대한 우려로 인해 제15군단은 후방에 대기하고, 제41군단 예하 1개 사단은 동쪽으로 이동했으며, 제19군단 예하 제10기갑사단은 남쪽からの反撃에 대비하기 위해 분리되었다. 제19군단의 제1기갑사단(프리드리히 키르히너 소장)과 제2기갑사단(루돌프 바이어 소장)의 일부 병력 또한 솜강의 교두보를 방어하기 위해 후방에 대기했다. 제2기갑사단은 뱅크튄에서 사메르까지의 선을 따라 불로뉴로 진격하라는 명령을 받았으며, 제1기갑사단은 칼레로부터의 반격에 대비하여 데브르와 마르키즈로 진격하면서 우측 측면을 방어했다.

## 전투

### 5월 22일

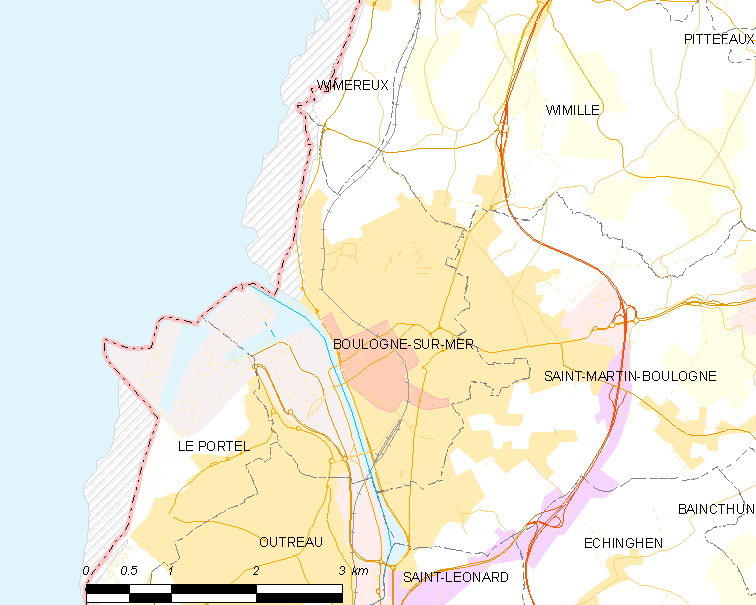

제2기갑사단은 두 개의 종대를 형성했으며, 하나는 도시를 돌아서 북쪽에서 공격하기로 했다. 남쪽 종대가 5월 22일 이른 오후에 프랑스 제48보병연대 본부 중대와 처음 접촉했는데, 이들은 독일군과 불로뉴 사이에 있는 제21사단의 유일한 병력이었다. 프랑스 서기, 운전병, 통신병은 네슬 교차로를 방어하기 위해 75mm 야포 2문과 25mm 대전차포 2문을 설치하여 독일군을 거의 두 시간 동안 지연시켰으나, 측면을 우회당했다. 종대는 저녁에 불로뉴 외곽에 도착하여 도시 남쪽 아일랜드 근위대의 진지를 포격하고 탐색하기 시작했다. 아일랜드군은 선두 독일 전차를 격파하고, 독일군이 전진 소대를 점령했음에도 불구하고 후속 공격을 격퇴했다. 새벽녘, 독일군은 북동쪽에서 해안을 따라 웨일스 근위대의 진지를 공격하며 도시를 포위하기 시작했지만 매번 격퇴되었다. 폭스-피트와 영국과의 유일한 통신 연결망이었던 브라운리그는 오전 3시에 구축함 HMS Verity을 타고 참모들과 함께 근위대에게 알리지 않고 떠났다. 제21보병사단의 소수 병력만이 독일군의 진격이 그들에게 도달하기 전에 데브르 근처의 저지선을 점령할 수 있었다. 프랑스군은 5월 22일 대부분의 시간 동안 이곳에서 제1기갑사단을 지연시켰으나, 폭스-피트는 오전 4시에 프랑스군이 독일 전차에 의해 불로뉴로 밀려났다는 소식을 들었다. 기차로 불로뉴로 향하던 제21보병사단의 대부분은 독일 전차에 의해 매복 공격을 받아 분산되었다.

### 5월 23일

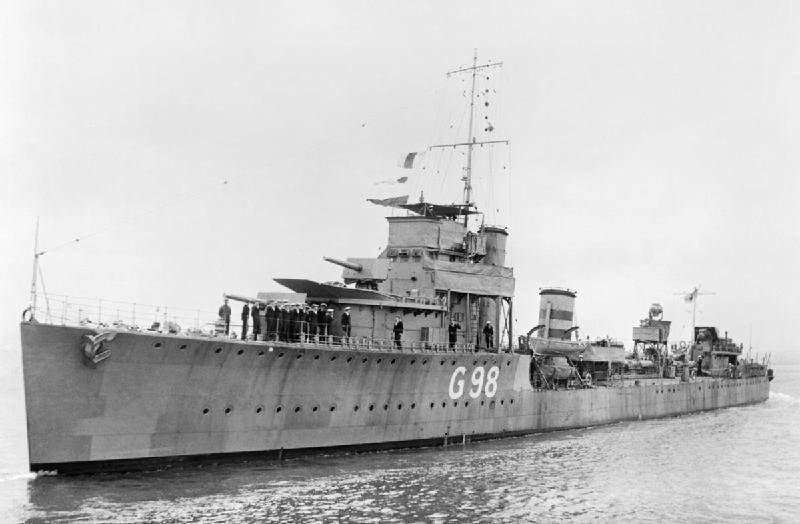

새벽 한 시간 후, 불로뉴 북쪽 비메뢰 근처의 크레슈 요새는 독일군에게 점령되었다. 칼레로부터의 증원 가능성은 북쪽 방어선에 독일 기갑부대가 출현하면서 좌절되었다. 폭스-피트는 두 개의 근위대 대대와 그곳에 이미 있던 잡다한 프랑스 및 영국군만으로 항구를 방어해야 한다는 것을 깨달았다. AMPC(보조 군사 개척자 군단)는 군사 경험이 있는 병사들을 급히 찾아내고, 나머지 병사들에게서 소총을 회수하여 무장시켰다. 800명의 AMPC 병력은 두 근위대 대대 사이의 간격으로 급파되었고, 150명은 웨일스 근위대를 증원하기 위해 파견되었다. 남쪽 도로를 방어하던 대공포병들은 3.7인치 대공포로 독일 전차 2대를 파괴한 후 철수했다.
독일군은 웨일스 및 아일랜드 근위대 진지에 양면 공격을 시작했으며, 오전 10시까지 포병 및 공중 지원을 등에 업은 남측 공격은 도시 주변의 개활지를 지탱할 수 없게 만들었다. 근위대는 도시 안으로 밀려났다. 제8항공군단(볼프람 프라이헤어 폰 리히트호펜 Generalmajor)은 불로뉴의 요새를 파괴하기 위해 슈투카를 보냈으며, 이는 공격 부대에 큰 도움이 되었다. 정오에 비미는 해군 철거반과 로열 마린 해안 부대인 포스 버터컵과 함께 도착하여 사상자와 AMPC의 승선을 시작했다. 폭스-피트는 이날 일찍 영국과의 무전 연락이 끊겼기 때문에 비미로부터 불로뉴를 어떤 대가를 치르더라도 사수하라는 명령을 받았다. 영국 해군과 이브 우르부아 드 포르장파르크 함장이 이끄는 프랑스 구축함 전대, 즉 대형 구축함 샤칼과 재규어, 그리고 소형 구축함 푸게우, 프롱되르, 부라스크, 오라주, 푸드로이양, 사이클론, 시로코, 미스트랄은 도시 외곽의 병력에 화력 지원을 제공했다.
제2기갑사단 사령관은 불로뉴에 있는 영국군과 프랑스군이 "한 치의 땅도 맹렬하게 싸우고 있다"는 것을 알았고, 영국군이 항구를 철수하는지 아니면 증원하는지 알 수 없었다. 그날 오후 잠시 소강상태가 된 동안 구축함 HMS Keith가 정박하여 AMPC 병력을 태우기 시작했다. 루프트바페의 공습은 영국 왕립 공군(RAF) 스핏파이어 제92비행대대에 의해 요격되었지만, 영국 구축함 사령관 두 명 모두 폭탄 파편에 의해 사망했다. 프롱되르는 슈투르츠캄프게슈바더 77 I./슈투카 급강하 폭격기에 의해 피격되어 무력화되었고, 오라주는 자침되었으며, 영국 구축함 Whitshed는 근접 폭격으로 손상되었다. 제92비행대대는 조종사 5명을 잃었으며, 2명은 사망, 2명은 포로, 1명은 부상당했고, 항공기 1대는 메서슈미트 Bf 109에 의해 격추되었고, 나머지 4대는 메서슈미트 Bf 110에 의해 격추되었다. 오후 3시까지 폭스-피트는 여단을 시내 진지로 철수시키고, 본부를 부두에 더 가깝게 이동시켜 런던과의 유일한 연결선인 구축함과 더 잘 연락할 수 있도록 했다. 독일 포병이 관측 사격으로 부두를 휩쓸 수 있는 유리한 위치를 점하고 있었으므로, 그는 런던에 "상황이 심각하다"는 메시지를 보냈다. 오후 6시 직전에 키스는 영국군 즉시 철수 명령과 불로뉴 해안에서 화력 지원을 제공하거나 이동 중인 구축함 5척에 대한 통보를 받았다. 폭스-피트는 AMPC 철수를 계속하는 동안 근위대가 항구로 싸우면서 철수하기로 결정했지만, 방어선에 있는 영국군과의 통신은 오직 전령을 통해서만 가능했다. 근위대가 점령한 다리는 왕립 공병대에 의해 폭파되었고, 아일랜드 근위대는 차량으로 거리를 막고 항구로 철수했다. 딘이 철수 명령이 도착했을 때 본부를 떠나 있었기 때문에 딘이 지휘하는 800명의 공병은 방어선에서 가장 늦게 철수했다. 소총만으로 무장한 공병들은 임시 도로 차단 바리케이드를 사용하여 독일군을 방해하기를 희망했으며, 휘발유를 그 아래에 불태워 전차 1대를 파괴했다고 주장했다. 딘은 고립된 두 전진 초소를 구하기 위해 예비 병력을 사용하여 치열한 백병전을 벌였다.

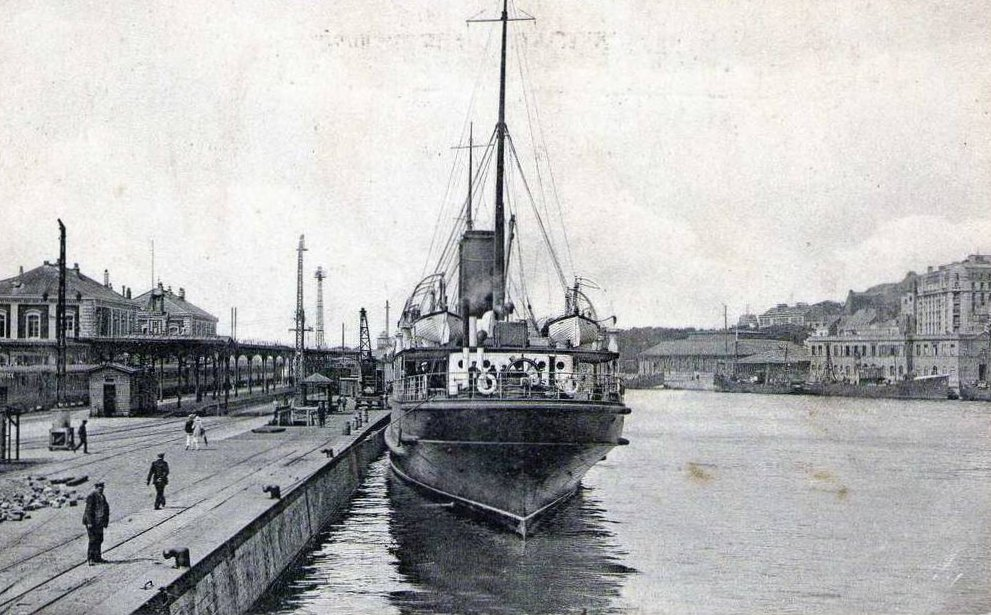

비미에라와 휘시드가 비미와 키스를 대체하여 많은 해병대원과 근위대원들을 태웠다. 항구는 배들로 가득했지만, 두 개의 그룹 (약 30대 항공기, RAF 비행대와 유사)의 슈투카는 배를 맞추는 데 실패했지만, 부두 근처의 비미와 키스에 떨어진 폭탄은 일부 사상자를 발생시켰다. 구축함 HMS Venomous와 Wild Swan가 도착하여 포스 버터컵과 남은 아일랜드 근위대원들을 태우기 시작했다. 독일군이 항구를 내려다보는 위치에 자리 잡으면서 근위대와 함선은 독일 포병과 포격전을 벌였다. 부두로 진격하던 독일 전차는 베노머스의 4.7인치 함포에 격파되었고, 한 전차는 "아이들이 수레바퀴를 돌리는 것처럼 빙글빙글 돌았다." 독일군 야포가 좁은 입구 수로를 통과하던 구축함 Venetia를 포격하여 베네티아를 여러 번 명중시켰다. 배에 화재가 발생했지만, 배는 후진하여 베노머스와 와일드 스완에게 길을 내주었고, 이들도 후진으로 출발했으며, 베노머스는 방향타가 고착되어 엔진으로 조종했다.

### 5월 24일~25일
구축함 HMS Windsor가 어둠이 내린 후 도착하여 계속해서 승선을 진행할 수 있었다. 항구를 벗어나자마자 함장은 아직 철수가 필요한 영국군이 남아있음을 알렸고, 비미에라가 다시 파견되어 오전 1시 30분에 불로뉴에 도착했다. 부두는 텅 비어 있었지만, 함장이 확성기로 외치자 숨어 있던 많은 사람들이 나타났고, 승무원들은 그들을 배에 태울 수 있었다. 비미에라가 오전 4시에 도버에 도착했을 때, 1,400명의 병사들이 하선했다(그 중에는 아널드 리들리도 포함). 대부분의 영국군 병사들은 떠났지만, 약 300명의 웨일스 근위대원이 남아있었다. 무전기 부족으로 웨일스 근위대의 세 개 전진 중대가 연락이 끊겼고, 철수 사실을 알게 되었을 때는 이미 두 개 중대가 부두에서 고립되었다. 이 중대들은 더 작은 그룹으로 나뉘어 북동쪽으로 탈출을 시도했다. 랑케토는 Haute Ville에 본부를 두고 제21사단의 부대 도착을 기다리고 있었다. 자신의 사단에 닥친 재앙을 발견하자 그는 최선을 다해 도시 방어를 조직했다.
오후 6시와 오후 8시에 도시를 향한 독일군의 공격은 격퇴되었고, 일부 독일 전차가 파괴되었다는 보고가 있었다. 프랑스 해군은 계속해서 화력 지원을 제공했지만, 푸게우와 샤칼은 루프트바페에 의해 손상되었고, 샤칼은 다음 날 독일 포병에 의해 침몰했다. 밤 동안 약 100명의 프랑스 병사들이 됭케르크 방면으로 탈출을 시도했지만 실패했다. 5월 25일 새벽, 독일군은 수류탄과 화염방사기를 이용한 운제를 시도했으며, 8.8 cm 대공포의 지원을 받았다. 오전 8시 30분에 랑케토는 항복했다. 독일군은 슈투르츠캄프게슈바더 2 (StG 2)의 슈투카 공격의 지원을 받았다. 슈투카는 도시를 파괴했으며, 영국 왕립 공군 전투사령부와 처음으로 교전하여 불로뉴와 칼레 상공에서 4대의 항공기를 잃었다.

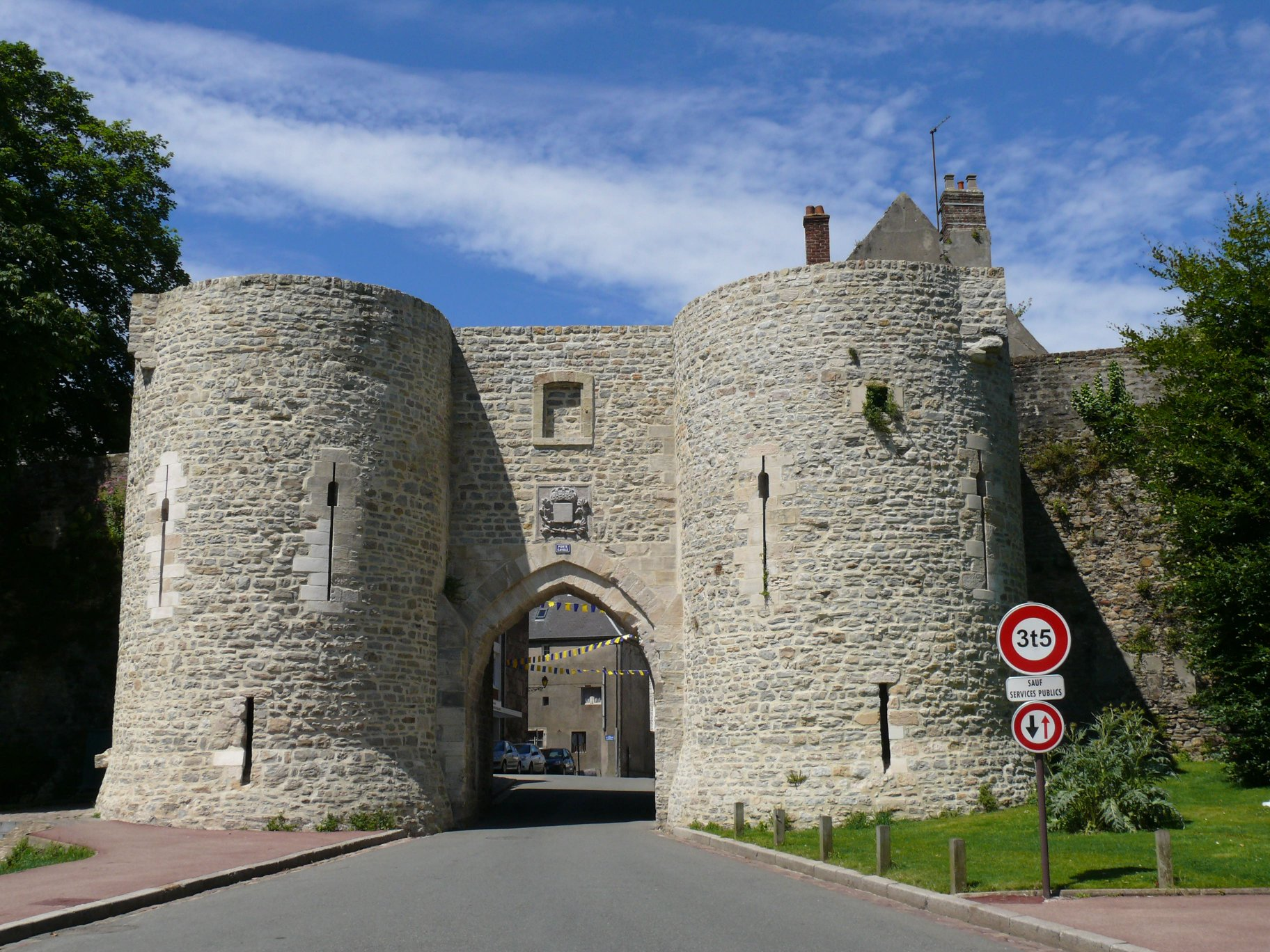

불로뉴에 남아있던 마지막 영국군은 웰시 근위대 3중대(윈저 루이스 소령)였다. 3중대는 새벽까지 부두에 도착하지 못했고, 비미에라는 이미 떠나 있었다. 루이스는 부두의 창고에서 근위대원, 프랑스 보병 120명, AMPC 200명, 왕립 공병대 120명, 그리고 민간인 난민 150명으로 구성된 대규모 낙오자들을 지휘했다. 대부분의 공병대는 비무장이었다. 창고가 독일군의 포격을 받자 루이스는 그룹을 Gare Maritime (항구 역)으로 옮기고 모래자루 바리케이드를 쌓았다. 5월 24일 저녁, 전차와 기관총의 사격 아래, 보트를 타고 부두로 접근하는 독일군을 격퇴했다. 식량도 없고 탄약도 부족하며 철수 희망도 없는 상황에서, 이 부대는 5월 25일 오후 1시에 항복했다. 독일군은 불로뉴에서 5,000명의 연합군 병력을 포로로 잡았으며, 이들 중 대다수는 프랑스인이었다. 많은 포로들은 영국군의 상륙 공격에 대비하여 항구 요새를 수리하는 작업에 동원되었다.

## 여파

### 분석

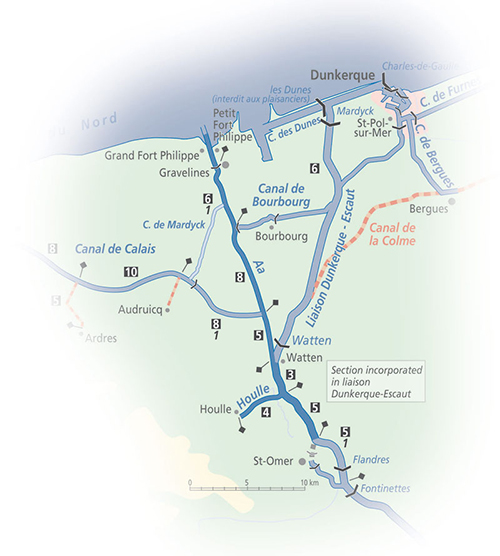

영국 공식 역사에서 리오넬 엘리스는 이 전투가 "혼란스러운 상황에서 동맹국들 사이에 얼마나 쉽게 오해가 발생할 수 있는지"를 보여주었다고 기록했다. 제20근위여단은 5월 23일 아침, 오전 7시 30분부터 모든 방면에서 공격에 저항한 후 불로뉴 외곽으로 철수했다. 랑케토는 영국군이 급하게 철수하고 있다고 신호를 보냈는데, 아마도 철수가 얼마나 치열하게 저항받고 있었는지 알지 못했을 것이다. 폭스-피트와 시타델에 있는 프랑스 사령부 간의 통신은 시타델과 하부 도시의 근위대 진지 사이에 독일군의 진격으로 인해 끊겼다. 폭스-피트는 영국군을 철수시키라는 명령을 받았지만 프랑스군은 아니었다. 5월 24일 아침, 랑케토가 영국군이 떠났다는 것을 발견하자 영국군의 "탈영"에 대한 프랑스군의 불만이 있었다. 영국군에게 근위대는 BEF의 환적 항구(엔트레포트)를 방어하기 위해 급히 불로뉴로 파견되었으며, 항구가 불필요해지자 도시를 방어하기에는 불충분한 두 개 대대는 철수했다.
영국이 프랑스를 버렸다는 주장은 윈스턴 처칠이 칼레 공방전 중 칼레 수비대에게 끝까지 싸우라고 명령하는 데 영향을 미쳤을 수 있다. 칼레의 영국군은 됭케르크로 향하는 독일군의 진격을 늦춘 후 철수할 수 있었기 때문에 이 결정은 논란의 여지가 있었다. 엘리스는 5월 22일 불로뉴에 대한 제19군단 공격이 파울 루트비히 에발트 폰 클라이스트 Generaloberst의 명령으로 5시간 지연된 것이 군단 전사(戰史) 일지에서 비판받았다고 기록했다. 불로뉴와 칼레 공격 중 제10기갑사단을 예비로 유지한 것은 Aa 운하선, 즉 됭케르크 방어선의 서쪽 경계가 동시에 공격될 수 없었음을 의미했다. 지연이 없었다면 불로뉴의 제20근위여단의 준비 또한 방해받았을 수도 있었다. A 집단군의 길고 노출된 측면, 아미앵과 아브빌에 대한 독일군의 불확실한 통제, 아라스의 연합군 점령은 5월 22일 독일군이 누리던 유리한 상황이 연합군에게 유리하게 바뀔 수 있었음을 의미했다. 독일군의 지연은 과도하지 않았다. 아라스에서의 연합군의 반격이 끝났는지 알 수 없었기 때문이다. 1954년 해군 역사가 스티븐 로스킬은 제19군단의 됭케르크로의 진격이 지연되었고 불로뉴 방어가 "의심할 여지 없이 그 목적에 기여했다"고 썼으며, 됭케르크 전투 (5월 26일 – 6월 4일)에서 연합군을 도왔다고 썼다. 웨일스 근위대와 아일랜드 근위대는 "불로뉴 1940" 전투 명예를 받았다.

## 전투 서열

### 제19군단
영국 공식 역사 《프랑스와 플랑드르 전쟁 1939–1940》(1954년 [2004년 재판])에 별도로 명시되지 않은 한 명시된 대로이다.
- 클라이스트 기갑집단 (파울 루트비히 에발트 폰 클라이스트 기병대장, 참모장 쿠르트 차이츨러 준장)
  - XIX 군단 (하인츠 구데리안 기병대장)
    - 제1기갑사단 (프리드리히 키르히너 소장)
    - 제2기갑사단 (루돌프 바이어 소장)
    - 제10기갑사단 (페르디난트 샬 소장)

  - XXXXI 군단 (게오르크한스 라인하르트 소장)
    - 제6기갑사단 (베르너 켐프 준장)
    - 제8기갑사단 (에리히 브란덴베르거 대령)

### 불로뉴 수비대
| 함선      | 병력  |
| --------- | ----- |
| Keith     | 180   |
| Vimy      | 150   |
| Whitshed  | 580   |
| Vimiera   | 1,955 |
| Wild Swan | 400   |
| Windsor   | 600   |
| Venomous  | 500   |
| 총계      | 4,365 |

영국 공식 역사 《프랑스와 플랑드르 전쟁 1939–1940》(1954년 [2004년 재판])에 별도로 명시되지 않은 한 명시된 대로이다.
- 제21보병사단 (피에르 루이 펠릭스 랑케토 장군)
  - 제48보병연대 본부 중대
- 프랑스 및 벨기에 훈련 부대
- 제20근위여단 그룹 (윌리엄 폭스-피트 준장)
  - 제2대대, 아일랜드 근위대
  - 제2대대, 웨일스 근위대
  - 제20근위여단 대전차 중대
  - 제69대전차연대, 왕립 포병대 (1개 포대)
- 보조 군사 개척자 군단 병력 1,500명 (훈련되지 않음)
- 포스 버터컵 (왕립 해병대 철거반)

## 같이 보기
- 불로뉴 볼, 1940년 불로뉴 전투에서 개척자 군단의 역할을 기리는 기념 은제 트로피
- 웰힛 작전, 1944년 캐나다군의 불로뉴 해방 작전
- 제2차 세계 대전 영국군 장비 목록
- 제2차 세계 대전 프랑스군 장비 목록
- 제2차 세계 대전 벨기에군 장비 목록
- 제2차 세계 대전 독일군 장비 목록

## 내용주
1. ↑  프랑스-영국 사령관들 간의 관계는 뫼즈강에서 독일군이 돌파하기 전까지는 좋았으나, 그 후 영국 참모 장교들은 해안에서 고립될 수 있다는 우려를 가지게 되었고, 연락 장교들을 무시하고 정보를 숨기기 시작했다. 프랑스 연락단은 5월 19일/20일 밤 루프트바페의 공습 이후 불로뉴를 떠나 독일군이 도착하기 직전 아브빌에 도착했다.[3]
2. ↑  뒤푸아는 5월 26일 군사법원에서 재판을 받았다.[8]
3. ↑  로저 부셸 비행대장이 포로 중 한 명이었다.[29]
4. ↑  《이들의 가장 위대한 시간》(1949)에서 처칠은 불로뉴 "철수를 후회한다"고 썼다.[41]

## 참고 문헌

### 서적
- Baker, A. (1986). 《Battle Honours of the British and Commonwealth Armies》. London: Ian Allan. ISBN 978-0-7110-1600-2.
- Bond, B.; Taylor, M. D., 편집. (2001). 《The Battle for France & Flanders Sixty Years On》 1판. Barnsley: Leo Cooper. ISBN 978-0-85052-811-4.
- Churchill, W. S. (1949). 《Their Finest Hour》. The Second World War II. Boston, MS: Mariner Books. OCLC 396145.
- Cooper, M. (1978). 《The German Army 1933–1945, its Political and Military Failure》. Briarcliff Manor, NY: Stein and Day. ISBN 978-0-8128-2468-1.
- Corum, James (2008). 《Wolfram von Richthofen: Master of the German Air War》. Lawrence, KS: 캔자스 대학교. ISBN 978-0-7006-1598-8.
- de Zeng, H. L.; Stankey, D. G.; Creek, E. J. (2009). 《Dive-Bomber and Ground-Attack Units of the Luftwaffe, 1933–1945: A Reference Source》 I. London: Ian Allan. ISBN 978-1-906537-08-1.
- Dildy, Douglas (2015). 《Fall Gelb 1940 (2): Airborne Assault on the Low Countries》. London: Osprey. ISBN 978-1-4728-0274-3.
- Ellis, Major L. F. (2004) [1954].  Butler, J. R. M., 편집. 《The War in France and Flanders 1939–1940》. History of the Second World War United Kingdom Military Series pbk. repr. Naval & Military Press, Uckfield판. HMSO. ISBN 978-1-84574-056-6. 2015년 6월 29일에 확인함.
- Franks, Norman (1997). 《Royal Air Force Fighter Command Losses of the Second World War: Operational losses: Aircraft and crews, 1939–1941》 I. Leicester: Midland. ISBN 978-1-85780-055-5.
- Gardner, W. J. R. (2000). 《The Evacuation from Dunkirk: Operation Dynamo, 26 May – 4 June 1940》. London: Frank Cass. ISBN 978-0-7146-5120-0.
- Hawkins, I. (2003). 《Destroyer: An Anthology of First-Hand Accounts of the War at Sea 1939–1945》. London: Conway Maritime Press. ISBN 978-0-85177-947-8.
- Jackson, R. (1974). 《Air War Over France, 1939–1940》. London: Ian Allan. ISBN 978-0-7110-0510-5.
- Jackson, R. (2002). 《Dunkirk: The British Evacuation, 1940》. London: Cassell Military Paperbacks. ISBN 978-0-304-35968-4.
- Rohwer, Jürgen; Hümmelchen, Gerhard (1992) [1972]. 《Chronology of the War at Sea, 1939–1945: The Naval History of World War Two》 2 rev.판. Annapolis, MD: Naval Institute Press. ISBN 978-1-55750-105-9.
- Roskill, S. W. (1954). 《The War at Sea》. 제2차 세계 대전 I. London: HMSO. OCLC 174453980. 2015년 8월 26일에 확인함.
- Sebag-Montefiore, H. (2006). 《Dunkirk: Fight to the Last Man》. London: Penguin. ISBN 978-0-14-102437-0.
- Smith, Peter (2011). 《The Junkers Ju 87 Stuka: A Complete History》. London: Crecy. ISBN 978-0-85979-156-4.
- Thompson, Julian (2009). 《Dunkirk: Retreat to Victory》. London: Pan Books. ISBN 978-0-330-43796-7.

### 백과사전
- Rickard, J. (2008년 2월 18일). 〈Battle of Boulogne, 22–25 May 1940〉. 《Military History Encyclopaedia on the Web》. 2015년 8월 26일에 확인함.

### 보고서
- Windsor Lewis, J. C. (1940). Report of Operations, 21st – 24th May, 2nd Battalion Welsh Guards by Major J. C. Windsor Lewis. 《The National Archives Catalogue Reference》 (보고서). CAB 106/228. 2015년 8월 26일에 확인함.
- Report on operations of 2nd. Battalion Irish Guards at Boulogne, 1940 May 21–23. 《The National Archives Catalogue Reference》 (보고서). CAB 106/226. 2020년 8월 17일에 확인함.

## 추가 자료
- Cull, B.; Lander, Bruce; Weiss, Heinrich (2001). 《Twelve Days: The Air Battle for Northern France and the Low Countries, 10–21 May 1940, As Seen Through the Eyes of the Fighter Pilots Involved》. London: Grub Street. ISBN 978-1-902304-12-0.
- Frieser, K-H. (2005). 《The Blitzkrieg Legend》 trans.판. Annapolis, MD: Naval Institute Press. ISBN 978-1-59114-294-2.
- Glover, Michael (1985). 《The Fight for the Channel Ports, Calais to Brest 1940: A Study in Confusion》. London: Leo Cooper and Martin Secker & Warburg. ISBN 0-436-18210-6.
- Guderian, H. (1976) [1952]. 《Panzer Leader》 repr. Futura, Loon판. London: Michael Joseph. ISBN 978-0-86007-088-7.
- Horne, A. (1982) [1969]. 《To Lose a Battle: France 1940》 repr. Penguin, Loon판. London: Macmillan. ISBN 978-0-14-005042-4.
- Warner, P. (2002) [1990]. 《The Battle of France, 1940: 10 May – 22 June》 repr. Cassell Military Paperbacks, Loon판. London: Simon & Schuster. ISBN 978-0-304-35644-7.